# Arundinella
Arundinella és un gènere de plantes de la família de les poàcies, ordre Poals, subclasse de les commelínides, classe de les liliòpsides, divisió dels magnoliofitins.

## Taxonomia
- Arundinella ciliata Nees
- Arundinella cochinchinensis Keng
- Arundinella flammida Trin.
- Arundinella furva Chase
- Arundinella nudicaulis Keng
- Arundinella pubescens Merr. i Hack.

## Sinònims
Acratherum  Link, 
Brandtia  Kunth, 
Calamochloe  Rchb., 
Chalynochlamys  Franch., nom. inval., 
Goldbachia  Trin., 
Riedelia  Kunth, nom. inval., 
Thysanachne  C. Presl.